# Johann Ludwig Krebs
Johann Ludwig Krebs   (Buttelstedt, 1713 (<12 d'octubre de 1713) - Altenburg, 1 de gener de 1780) va ser un músic i compositor barroc alemany per a l'orgue, clavicèmbal, altres instruments i orquestres. Deixeble de Bach, també va compondre música de cambra, obres corals i concerts. Se l'ha de considerar com el compositor alemany per a orgue més important del segle xviii. El mateix Bach l'estimava i el considerava com el seu millor deixebles i quan estudiava a Leipzig, s'hauria estat un temps a can Bach. Tot i el seu talent, i la tràgica realitat que certes de les seves obres van ser adscrites a Bach, va trigar fins a la fi del segle xx fins que va ser redescobert i reeditat.

## Biografia
Krebs va néixer el 1713 a Buttelstedt a prop de la ciutat de Weimar. Era fill de l'organista Johann Tobias Krebs. Almenys tres dels seus germans tenien un talent musical. Amb tretze anys, Krebs va ser enviat a Leipzig per estudiar orgue, llaüt i violí a la famosa Schola Thomana.
Va estudiar amb Johann Sebastian Bach a l'orgue. Bach (que també havia instruït el pare de Krebs) va mantenir Krebs de ben alt. Des del punt de vista tècnic, Krebs no tenia rival davant de Bach en el seu domini de l'orgue. Tanmateix, per a Krebs era difícil obtenir un mecenes o un lloc de mestre de capella o cantor d'una església o escolania.
Krebs va ocupar un càrrec menor a l'església de la Mare de Déu de Zwickau. L'església tenia una orgue de llastimosa qualitat i malgrat tots els seus esforços per obtenir-ne un de millor, no va reeixir i frustrat, el 1744 se'n va anar a l'església del castell de Zeitz. El càrrec era igualment malpagat i va postular sovint però en va, entre d'altres la Schola Thomana com a successor de Bach. El 1755 (cinc anys després de la mort de Bach, que se sol considerar com la data del final del període barroc) va ser nomenat organista de la cort de Saxònia-Gotha-Altenburg sota el príncep Frederic III. Allà finalment va trobar un instrument que corresponia al seu talent, però la paga nogensmenys romania no gaire satisfaent. Krebs va tenir set fills i va haver de lluitar per alimentar la seva família. Tot i no ocupar mai un lloc de compositor de la cort i mai no se li va encarregar una obra, Krebs va poder compondre una col·lecció important d'obres, tot i que poques es van publicar fins a la darreria del segle xx.
Molts consideren que el contrapunt de Krebs és de qualitat comparable al de Bach, però era antiquat i excessivament complex per a l' època galant, que va propiciar claredat i simplicitat. Una de les seves obres més conegudes és la Fantasia en fa menor per a oboè i orgue, com també són les vuit preludis i fugues breus que de vegades se li atribueixen, així com al seu pare i o a Johann Sebastian Bach. També se li recorda dos concerts per a llaüt i orquestra. Els tres fills de Krebs es van fer-se coneguts organistes, i un d'ells compondre Lieder.
Molts consideren que el contrapunt de Krebs és comparable al de Bach, però era una tendència no compartida amb molts dels seus contemporanis, que el trobaven i excessivament complex en no correspondre a l'estil galant segle xviii, que va propiciar claredat i simplicitat. El seu estil barroc era suplantat pel nou estil i l'adveniment de la música clàssica.

## Obra
El 2009, l'organista Felix Friedrich (nascut 1945), que va ser el seu successor tardiu com a titular de l'orgue de l'església del castell d'Altenburg va publicar l'inventari complet de les 230 obres conegudes, amb un títol Krebs-Werkeverzeichnis (Krebs-WEV), anàleg al Bach Werke Verzeichnis (BWZ). A més de l'obra per a orgue conté música de cambra per duets i trios, unes poques composicions per a orquestra així com misses, motets i àries. El 1985 l'organista Gerhard Weinberger va publicar una edició crítica de les partitures del conjunt de l'obra per a orgue, a partir de les fonts i manuscrits originals. Conté quatre volums:
1. Preludis, toccates, fugues (180 pàgines)
2. Preludis, fantasies, fugues, trios (200 pàgines), per a orgue sol o orgue i instruments de vent
3. Transcripcions per orgue d'obres corals (192 pàgines)
4. Clavierübung (estudis per a teclat)